# Rajd Krakowski 1979
4. Rajd Krakowski "Krokusy" – 6. edycja Rajdu Krakowskiego. Był to rajd samochodowy rozgrywany od 19 do 20 kwietnia 1979 roku. Była to druga runda Rajdowych Samochodowych Mistrzostw Polski w roku 1979. Rajd składał się z dwudziestu sześciu odcinków specjalnych. Został rozegrany na nawierzchni asfaltowej. Zwycięzcą rajdu został Błażej Krupa. Podczas rajdu zdarzył się tragiczny wypadek, na piętnastym OS-ie załoga Jerzy Landsberg i Janusz Szajng, prowadzący Opla Kadeta G/T, wypadła z trasy. Pilot dwudziestosześcioletni letni Szajng zginął na miejscu, a kierowca - mistrz Polski z poprzedniego sezonu - Landsberg doznał ciężkich obrażeń i zmarł kilka dni później w szpitalu.

## Wyniki końcowe rajdu[1][2]
| Miejsce | Kierowca         | Pilot              | Samochód              | Czas    | Strata | Grupa Klasa |
| ------- | ---------------- | ------------------ | --------------------- | ------- | ------ | ----------- |
| 1       | Błażej Krupa     | Piotr Mystkowski   | Renault 5 Alpine      | 1:23:11 | -      | II/8        |
| 2       | Maciej Stawowiak | Jacek Różański     | FSO Polonez 2000      | 1:28:49 | +5:38  | IV          |
| 3       | Ryszard Kopczyk  | Wojciech Jodłowski | Porsche 911 T         | 1:34:13 | +11:02 | IV          |
| 4       | Wacław Janowski  | Henryk Krakowczyk  | Fiat 128 Sport        | 1:34:49 | +11:38 | I/8         |
| 5       | Jerzy Kobyliński | Marcin Osiowski    | Polski Fiat 125p 1500 | 1:35:33 | +12:22 | I/8         |
| 6       | Andrzej Hyjek    | Wojciech Hyjek     | Polski Fiat 125p 1500 | 1:36:33 | +13:22 | II/8        |